# Bosmiervireo
De bosmiervireo (Dysithamnus mentalis) is een zangvogel uit de familie Thamnophilidae (miervogels).

## Verspreiding en leefgebied
Deze soort komt voor van het zuiden van Mexico tot het noordoosten van Argentinië en telt achttien ondersoorten:
- D. m. septentrionalis: van zuidelijk Mexico tot westelijk Panama.
- D. m. suffusus: oostelijk Panama en noordwestelijk Colombia.
- D. m. extremus: centraal Colombia.
- D. m. semicinereus: westelijk-centraal Colombia.
- D. m. viridis: noordelijk Colombia en noordwestelijk Venezuela.
- D. m. cumbreanus: noordelijk Venezuela.
- D. m. andrei: noordoostelijk Venezuela en Trinidad.
- D. m. oberi: Tobago.
- D. m. ptaritepui: de tepuis van zuidelijk Venezuela.
- D. m. spodionotus: zuidelijk Venezuela en noordelijk Brazilië.
- D. m. aequatorialis: westelijk Ecuador en noordwestelijk Peru.
- D. m. napensis: van zuidelijk Colombia tot noordelijk Peru.
- D. m. tambillanus: noordelijk en centraal Peru.
- D. m. olivaceus: centraal en zuidelijk-centraal Peru.
- D. m. tavarae: van zuidoostelijk Peru tot centraal Bolivia.
- D. m. emiliae: noordoostelijk Brazilië.
- D. m. affinis: centraal Brazilië en noordoostelijk Bolivia.
- D. m. mentalis: zuidoostelijk Brazilië, oostelijk Paraguay en noordoostelijk Argentinië.

## Status
De grootte van de populatie is in 2019 geschat op 0,5-5 miljoen volwassen vogels. Op de Rode lijst van de IUCN heeft deze soort de status niet bedreigd.